# Acalanes Ridge
Acalanes Ridge è un census-designated place (CDP) degli Stati Uniti d'America, situato nello Stato della California, nella contea di Contra Costa.